# 歯と口の健康週間
歯と口の健康週間（はとくちのけんこうしゅうかん）は、厚生省（現・厚生労働省）、文部省（現・文部科学省）、日本歯科医師会が1958年から実施している週間である。2013年からは日本学校歯科医会も主催団体に加わった。毎年6月4日から6月10日までの1週間。
1928年から1938年まで日本歯科医師会が、「6（む）4（し）」に因んで6月4日に虫歯予防デーを実施していた。1939年から1941年まで「護歯日（5月4日）」、1942年に「健民ムシ歯予防運動」として実施し、1943年から1947年までは中止された。1949年、これを復活させる形で口腔衛生週間が制定された。1952年に口腔衛生強調運動、1956年に再度口腔衛生週間に名称を変更し、1958年から歯の衛生週間、そして2013年から現在の歯と口の健康週間になっている。
歯の衛生に関する正しい知識を国民に対して普及啓発するとともに、歯科疾患の予防処置の徹底を図り、併せてその早期発見、早期治療を励行することにより歯の寿命を延ばし、国民の健康の保持増進を寄与することを目的としている。